# 札幌タイムス
札幌タイムス（さっぽろたいむす）は、株式会社北海道二十一世紀タイムスが北海道札幌市地域を対象に発行していた日本の週刊新聞。旧北海タイムスの復刊運動で1999年に創刊されたが、2009年に休刊した。

## 概要
最終期はタブロイド判32ページ建て一部カラー、購読料は1カ月1200円。印刷の都合で16ページごとに「総合ブロック」と「生活情報ブロック」の2部構成となっていた。
1998年9月に「北海タイムス」が休刊となったあと、復刊運動を展開した同社の元役員や販売店経営者らが、元社長の藤野紘一を代表に1999年4月9日、北海道二十一世紀タイムス社を設立。同年6月1日に週刊の「フロンティアタイムス」を創刊した。
当初の公称発行部数は約3万部。同年7月1日から朝刊日刊紙に移行し、北海タイムスの後継紙を目指して旭川支社などを開設。道央圏の広域地方紙を目指した。しかしおよそ1カ月で旭川支社を閉鎖して夕刊紙に移行し、以降は実質的に札幌周辺の地域紙となった。
2001年2月1日に『札幌タイムス』に改題。部数が約3000部前後に低迷し、厳しい経営状況が続く中、2005年11月には週刊に移行し、経営の立て直しを図った。一時は単年度収支の黒字化も果たしたが、景気低迷に伴う広告契約の解除で資金繰りのめどが立たなくなり、累積負債約2億1000万円を抱えて2009年3月6日付の2057号で休刊した。